# Guitarra indica
Guitarra indica är en svampdjursart som beskrevs av Arthur Dendy 1916. Guitarra indica ingår i släktet Guitarra och familjen Guitarridae.
Artens utbredningsområde är havet utanför Indien. Inga underarter finns listade i Catalogue of Life.